# KZ-Außenlager Frankfurt am Main

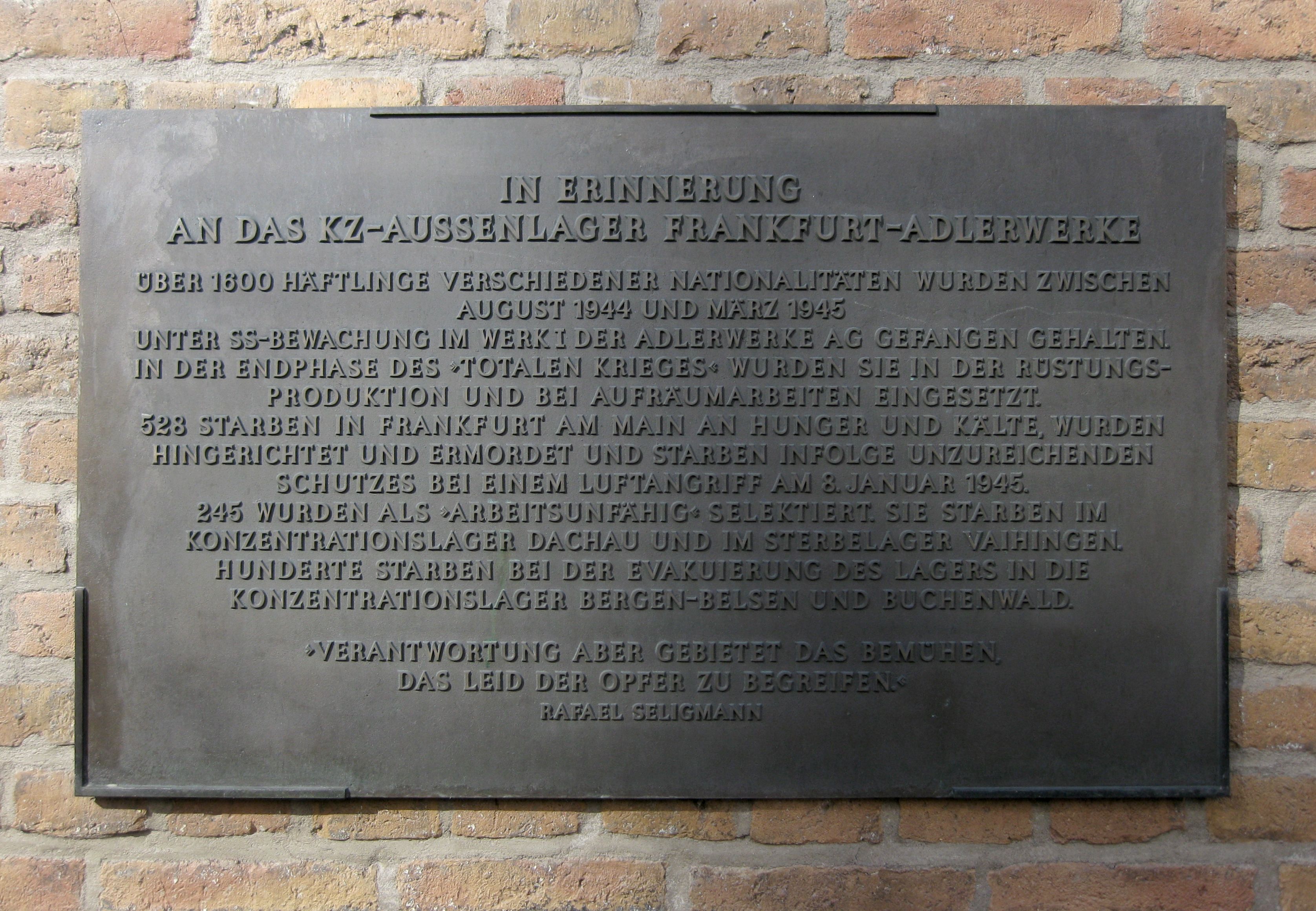
Gedenktafel für die Häftlinge des KZ-Außenlagers Frankfurt am Main, Gallus an der Hauswand der Kleyerstraße 19

Das KZ Frankfurt mit dem Decknamen Katzbach war ein KZ-Außenlager in den Adlerwerken in Frankfurt am Main im Werk I in der Weilburger Straße und gehörte zum Stammlager KZ Natzweiler-Struthof im Elsass. Es wurde am 22. August 1944 eingerichtet. Damit sollte der Arbeitskräftebedarf des Werkes zur Fertigung von Fahrgestellen und Motoren für Schützenpanzer gedeckt werden, da herkömmliche Zwangsarbeiter nicht mehr ausreichten. Die meisten dortigen KZ-Häftlinge waren während des Warschauer Aufstandes verschleppt und über das KZ Dachau nach Frankfurt gebracht worden. Die höchste Belegung waren 1139 Häftlinge bei einer Lagerfläche von 1300 m². Insgesamt kamen 1600 Häftlinge in das Lager, von denen 528 in Frankfurt starben. Am 13. März 1945 wurden 500 sterbende, kranke und marschunfähige Häftlinge in Güterwaggons gesperrt und mussten dort drei Tage lang ausharren, bevor ihr Abtransport ins KZ Bergen-Belsen begann. Nur acht von ihnen überlebten Transport und das KZ Bergen-Belsen. Am 24. März 1945 startete ein Evakuierungsmarsch von 400 Häftlingen ins KZ Buchenwald und ging dann teilweise weiter ins KZ Dachau. Nur wenige dieser Häftlinge überlebten.

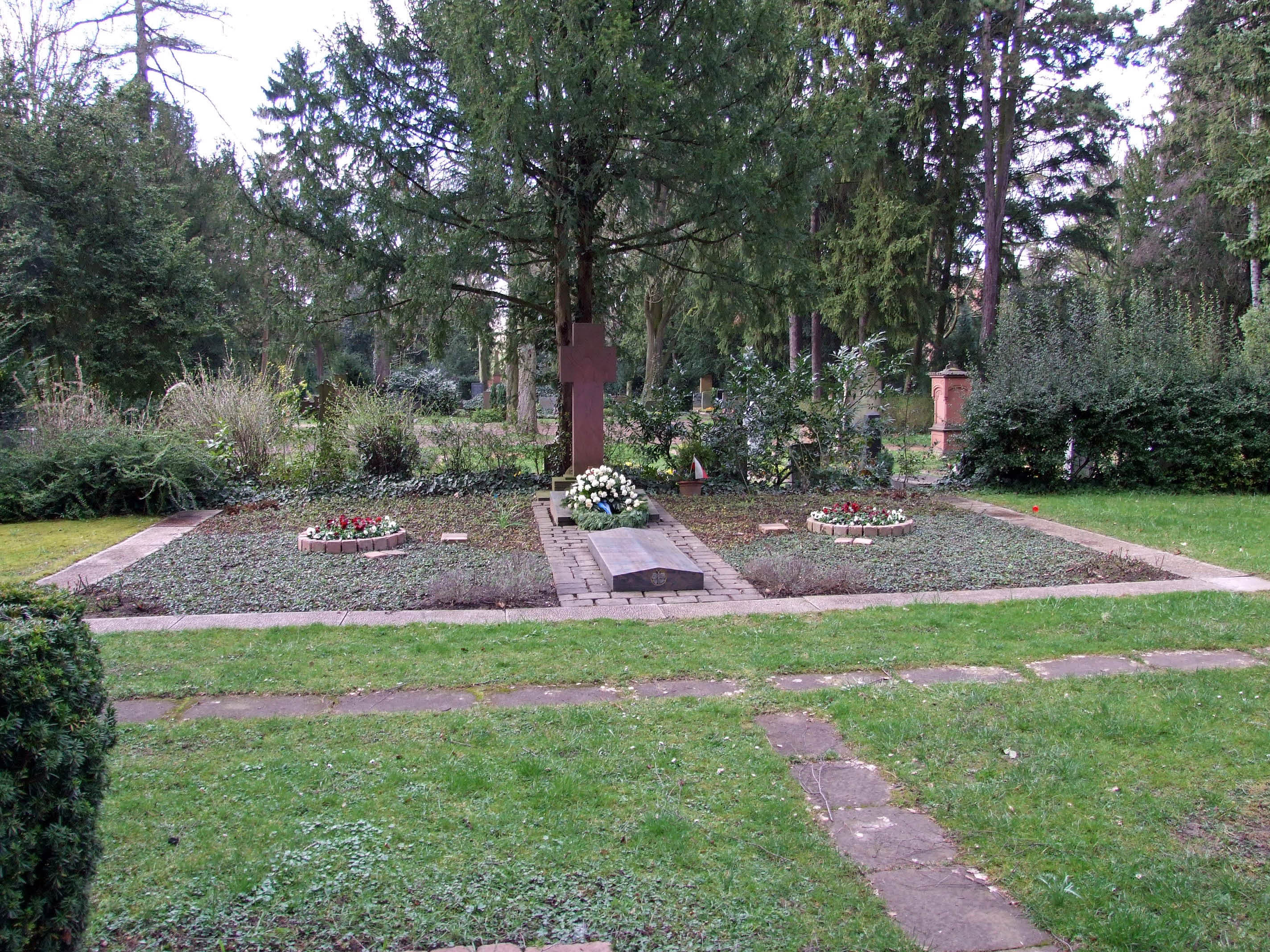
KZ-Häftlingsgrabstelle, Hauptfriedhof Frankfurt

Die 528 in Frankfurt gestorbenen Häftlinge wurden zunächst auf dem konfiszierten jüdischen Friedhof bestattet und im Jahre 1948 in einem Massengrab auf dem Frankfurter Hauptfriedhof beigesetzt.

## Gedenken an den Abtransport und den Todesmarsch im März 1945
Zum Gedenken an den 70. Jahrestag dieser Ereignisse wurden von 2013 bis 2015 durch drei Künstlerinnen in Frankfurt am Main Aktionen, Filme, Lesungen und Performances veranstaltet.
Im März 2022 wurde im historischen Gebäudekomplex der Adlerwerke der Geschichtsort Adlerwerke: Fabrik, Zwangsarbeit, Konzentrationslager eröffnet.